# Remostreig
El remostratge o resampling és un processament digital inclou la modificació de la freqüència de mostreig del conjunt de dades inicial, que implica modificar la mida del tot. El remostratge s'utilitza principalment en processament de documents d'àudio o d'imatge
En àudio digital, el remostratge consisteix en manipular un enregistrament de so abans de tornar a enregistrar-lo en un altre format de mostratge.
És possible de canviar la profunditat dels bits de les valors enregistrades (per exemple, passar de la profunditat de 24 bits d'una estació d'àudio digital a la profunditat de 16 bits del format CDDA) o la freqüència de mostratgz (per exemple, passant de la freqüència de 44,1 kHz del format CDDA a la profunditat de 48 kHz del format de casset d'àudio).

## Descripció
La conversió de la taxa de mostra és el procés de canviar la velocitat de mostreig d’un senyal discret per obtenir una nova representació discreta del senyal continu subjacent. Les àrees d'aplicació inclouen l'escalat d'imatges i sistemes audiovisuals, on es poden utilitzar diferents percentatges de mostreig per motius d'enginyeria, econòmics o històrics.
Per exemple, els sistemes d’ àudio digital i cintes d’ àudio digital de disc compacte utilitzen taxes de mostreig diferents, i la televisió americana, la televisió europea i les pel·lícules utilitzen freqüències de fotogrames diferents. La conversió de la taxa de mostreig evita canvis de velocitat i de pas que d'una altra manera es produirien en transferir material enregistrat entre aquests sistemes.
Dins dels dominis específics o per conversions específiques, també s'utilitzen els termes alternatius per a la conversió de freqüència de mostreig: conversió de freqüència de mostreig, remostreig, mostreig ascendent, disminució de la resolució, interpolació, decimación, ampliació de l'escala, la reducció d'escala. El terme processament de senyals digitals de diverses taxes s’utilitza de vegades per referir-se a sistemes que incorporen conversió de velocitat de mostra.

## Tècniques
Entre els enfocaments conceptuals de la conversió de la taxa de mostra s’inclouen: la conversió a un senyal continu analògic i, a continuació, el mostreig a la nova taxa o el càlcul dels valors de les noves mostres directament de les antigues mostres. Aquest darrer enfocament és més satisfactori, ja que introdueix menys soroll i distorsió. Dos mètodes d'implementació possibles són els següents:
1. Si la proporció de les dues taxes de mostreig és (o es pot aproximar amb)[5] un nombre racional fix L / M : genera un senyal intermedi inserint L - 1 0s entre cadascuna de les mostres originals. Filtreu el pas baix aquest senyal a la meitat de la menor de les dues velocitats. Seleccioneu cada M -ésima mostra de la sortida filtrada per obtenir el resultat.
2. Tracteu les mostres com a punts geomètrics i creeu els punts nous necessaris mitjançant interpolació. Triar un mètode d’interpolació és una compensació entre la complexitat de la implementació i la qualitat de la conversió (segons els requisits de l’aplicació). S’utilitzen habitualment: ZOH (per a fotogrames de pel·lícules / vídeo), cúbics (per al processament d’imatges) i funció sinc amb finestres (per a àudio).

Els dos mètodes són matemàticament idèntics: escollir una funció d’interpolació en el segon esquema equival a escollir la resposta d’impuls del filtre en el primer esquema. La interpolació lineal equival a una resposta d’impuls triangular; windowed sinc s'aproxima a un filtre de paret de maó (s'acosta al filtre "paret de maó" desitjable a mesura que augmenta el nombre de punts). La longitud de la resposta a l'impuls del filtre del mètode 1 correspon al nombre de punts utilitzats en la interpolació del mètode 2.
En el mètode 1, es pot utilitzar un càlcul previ lent (com l'algorisme de Remez) per obtenir un disseny de filtre òptim (segons els requisits de l'aplicació). El mètode 2 funcionarà en casos més generals, per exemple, quan la proporció de les taxes de mostra no és racional, o s’han d’acomodar dos fluxos en temps real o les taxes de mostra poden variar en el temps.

## Compact disc
L’àudio del disc compacte té una freqüència de mostreig de 44,1 kHz; per transferir-lo a un mitjà digital que utilitza 48 kHz, es pot utilitzar el mètode 1 anterior amb L = 160, M = 147 (des de 48000/44100 = 160/147). Per a la conversió inversa, es canvien els valors de L i M. Segons l’anterior, en ambdós casos, el filtre de pas baix s’ha d’establir a 22,05 kHz.

## Entorn estatístic
En estatística, el 'remostratge significa utilitzar un mètode que permeti:
1. estimar la precisió d'una mostra estatística (mitjana, variància, quantitat) utilitzant subaplecs de dades disponibles o fent un sorteig aleatori amb lliurament, a partir d'aquest mateix aplec de dades ;
2. provar la importància estatística d'un resultat mitjançant l'intercanvi d'etiquetes de dades (proves de permutació, també conegudes com a proves exactes, proves d'aleatorització, o fins i tot re-aleatorització
3. validar models utilitzant subaplecs aleatoris (engegada, validació creuada).

Entre les tècniques de remostratge més utilitzades es troben les proves d'engegada, tècnica jackknife i permutació.